# Служба безопасности и информации
Служба безопасности и информации (чеш. Bezpečnostní informační služba, сокращённо BIS, буквальный перевод Защитная информационная служба) — служба государственной безопасности Чешской республики, созданная после распада Чехословакии. Занимается контрразведкой (внутренней разведкой). Отвечает за сбор информации, её анализ и составление отчётов об угрозах национальной безопасности Чешской Республике; организацию открытых и тайных операций спецслужб Чехии как на территории страны, так и за границей; составляет отчёты и рекомендации для Правительства Чехии по вопросам национальной безопасности и ситуациям, представляющим угрозу для страны.
Штаб Службы безопасности и информации находится в пражском районе Прага 5, в Стодулках. Служба отчитывается правительству Чехии, его главе (премьер-министру) и президенту, надзор за ней осуществляет Постоянная комиссия по наблюдению за деятельностью Службы безопасности и информации при Палате депутатов Парламента Чешской Республики.

## Задачи службы
К обязанностям службы относятся такие действия, как сбор и анализ разведывательных данных, проведение контрразведывательных мероприятий, защита государственного строя и конституционного порядка, борьба против терроризма, организованной и киберпреступности, предотвращение распространения оружия массового уничтожения и использование сведений для реализации государством задач в области политики и экономики. BIS, как и другие чешские разведывательные службы, активно сотрудничает с разведслужбами стран-членов НАТО, особенно с членами организации «Пять глаз». Для реализации своих задач она использует современную криптографическую технику для шифрования и расшифровки информации (в том числе передаваемой в сетях GSM, 4G и 5G), обеспечения безопасности каналов передачи данных и управления телекоммуникационными сетями. По мнению ряда российских журналистов, огромную помощь BIS технического и методического характера оказывают американские спецслужбы.

## Структура
BIS относится к статутным органам, её деятельность регулируется законом № 154/1994 «О службе безопасности и информации». Служба является строго неполитической организацией, её полномочия как органа правопорядка ограничены: BIS может задерживать, арестовывать или допрашивать подозреваемых только в рамках внутреннего контроля. Служба отчитывается перед правительством Чехии, премьер-министром и президентом, её деятельность регулирует Постоянная комиссия при Палате депутатов Парламента Чешской Республики. Во главе службы стоит директор, назначаемый премьер-министром с одобрения Комитета безопасности при Палате депутатов

## Директора службы
Служба безопасности и информации Чешской Республики (1992—1994)
- Станислав Девяты[чеш.] (врио; декабрь 1992[11] — 31 июля 1994[12]

Служба безопасности и информации (с 1994)
- Станислав Девяты[чеш.] (врио; 30 июля 1994[13] — 13 ноября 1996[14][15])
- Карел Вултерин[чеш.] (24 марта 1997[16] — 27 января 1999[17])
- полковник Иржи Рожек[чеш.] (1 июля 1999[18] — 19 мая 2003[19])
- генерал-майор Иржи Ланг[чеш.] (24 июня 2003[20] — 15 августа 2016[21][22])
- генерал-майор Михал Коуделка[чеш.] (15 августа 2016[22] — 15 августа 2021; 16 августа 2021[23] — 14 января 2022; с 15 января 2022[24])